# Blackpool Tower

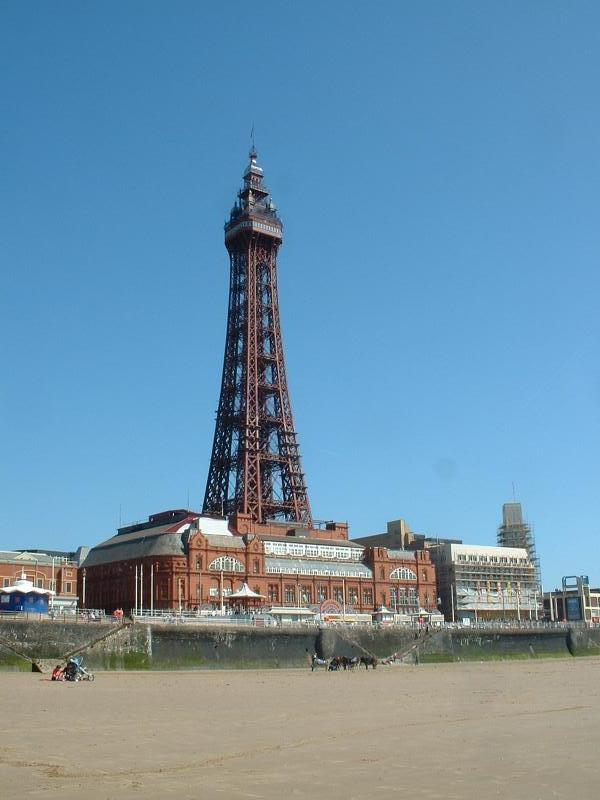
Blackpool Tower

Blackpool Tower je věž s ocelovou konstrukcí v britském městě Blackpool. Pro veřejnost byla otevřena 14. května 1894. Je to 158 metrová věž s vyhlídkovými plošinami ve výškách 116, 125 a 131 metrů. Její tvar a konstrukce byla inspirována Eiffelovou věží v Paříži. Její výstavba stála 41 000 liber.

## Věž
Blackpool tower není na rozdíl od Eiffelovy věže samotně stojící stavbou. Její základnu tvoří budova, v níž jsou pořádána představení blackpoolského cirkusu. Z nejvyšší platformy je možné vidět Lancashire, jižní Cunbriu, severní Wales a Ostrov Man. Dvě další platformy a úplný vrchol věže jsou přístupné pouze pro personál. Na nejníže položené platformě, ve výšce 116 metrů, mají návštěvníci možnost pozorovat ulici pod jihozápadním pilířem přes skleněnou podlahu. 
Celá věž je obvykle natřena tmavě červeně, při příležitosti stého výročí však byla mimořádně natřena zlatou barvou.
Během druhé světové války byla věž využita jako radarová stanice RAF, v té době byla hovorově nazývána RAF Tower.
Na věži jsou v současnosti umístěny vysílače pro místní FM stanici Radio wave 96,5 a pro další telekomunikační účely. Národní a regionální stanice tuto možnost nevyužívají, protože je město dostatečně pokryté většími vysílači.

## Historie
Nápad postavit věž pochází z dob, kdy tehdejší starosta John Bickerstaffe zadal objednávku na novou pamětihodnost pro Blackpool. V roce 1891 do stavby vložil 2 000 liber z vlastních zdrojů. Společně s ostatními investory založili společnost Blackpool Tower Company, která dohlížela na stavbu a provoz věže až do roku 1964.
Design věže pochází od architektů Jamese Maxwell-a a Charlese Tukea, kteří dohlíželi na stavbu betonového základu i ocelovou konstrukci. Oba však zemřeli krátce před otevřením v roce 1894. Celkové náklady na stavbu činily 300 000 liber (přepočteno na dnešní poměry je to zhruba 21 milionů).
Nejstarší částí věže je akvárium, které bylo vybudováno dvacet let před samotnou věží. Z důvodu velké popularity mezi obyvateli bylo rozhodnuto jej nebourat a akvárium bylo tedy věží de facto obstavěno. Akvárium je stále otevřené, jeho interiér však byl kompletně přestavěn.
Slavný taneční sál ve věži byl postaven mezi lety 1897-1898 podle návrhu Franka Matcha, pro veřejnost jej otevřeli v květnu 1899.